# Daylight -デイライト-
『Daylight -デイライト-』は、2020年5月27日に発売されたMorfonicaのデビューシングルである。
ブシロードのメディアミックスプロジェクト『BanG Dream!』から誕生した2組目のリアルバンドであり、ほかのユニットと異なる点としてキーボードの代わりにバイオリン奏者が入るという楽器構成があげられる。

## 制作

### 背景
プロデューサー兼「Daylight -デイライト-」の作曲者である上松範康は、ニュースサイト「アニメ!アニメ!」とのインタビューの中で、Morfonicaの方向性がわかりやすかったとしつつも、特殊な楽器編成ゆえに楽曲制作が大変だったと振り返っている。上松は、聴いた者を驚かせるぐらいの冒険をしなければ『バンドリ!』のリアルバンドとしての存在感を示せないとの判断から、あえて耳馴染みがなさそうなケルト音楽を取り入れたと明かしている。上松はバイオリンのフレーズとボーカルのメロディライン、ならびにコード進行を組み立てた後、編曲者である藤田淳平に引き継いだ。
上松は、「Daylight -デイライト-」以降の楽曲制作ではヴァイオリンの使い方については言葉で伝える程度だとしつつも、バンドのデビュー作である同作だけはどうしてもフレーズを共有したかったと話している。
その後は、キャラクターの資料をもとに、藤田とエンジニアの間でやり取りが行われた。上松から受け取ったデモ音源を聞いた藤田はライブの情景が浮かんだとアニメ!アニメ!とのインタビューの中で話しており、長めのイントロからも観客の反応が想像できたと話している。
また、『ガルパ』のコンテンツプロデューサーの沢村英祐は電撃オンラインとのインタビューの中で、Elements Gardenのメンバーたちが、他パートとの共存や、インパクトの出し方などを試行錯誤していったと話している。

## 音楽性
『Daylight -デイライト-』では途中でBPMが変化する仕掛けが施されている。本来、音楽ゲームにおいてこのような仕掛けは禁じ手とされているが、ファンへの挑戦心からあえて取り入れたと上松は話している。

## ミュージックビデオ
前述のとおり、Morfonicaは特殊な楽器構成であるため、ミュージックビデオの制作に当たっては、テレビシリーズなどの制作ノウハウを生かしてバイオリンの魅せ方やバンドの世界観が表現された。ディレクターには星保行。

## 収録曲
CD（生産限定盤・通常盤共通）
全作詞：織田あすか*
1. Daylight -デイライト-
  - 作曲：上松範康*、編曲：藤田淳平*
2. 金色へのプレリュード
  - 作曲・編曲：藤田淳平*
3. Daylight -デイライト-（instrumental）
4. 金色へのプレリュード（instrumental）

Blu-ray（生産限定盤のみ）
1. 「Daylight -デイライト-」MV
2. 「Daylight -デイライト-」リアルバンドMV
3. 「Daylight -デイライト-」リアルバンドMV Making